# Arthur Masson
Pour les articles homonymes, voir Masson.
Arthur Masson, né à Rièzes, près de Chimay (Belgique) le 22 février 1896 et décédé à Namur le 28 juillet 1970, est un écrivain belge de culture wallonne et d'expression française, docteur en philosophie et lettres. Ses romans sont enracinés dans le terroir de la Thiérache belge, sa région natale.

## Biographie
Arthur Masson fait ses études secondaires au collège Saint-Joseph de Chimay, et universitaires à l'Université catholique de Louvain (Leuven en Flandre, avant la scission de l'université). Il a enseigné ensuite à l'Athénée de Nivelles.
Avec son premier roman il crée en 1937 le personnage de Toine Culot qui le rend célèbre. Il écrit une trentaine de romans (et quelques pièces de théâtre), où le dialecte wallon est fréquemment inséré dans les conversations. Il y exprime émoi, amitié et richesse du cœur. Chantre du pays mosan, il a décrit la vie des petites gens et des villages, avec humour, mais profondeur aussi. De ce fait, il a été comparé notamment à Daudet ou à Marcel Pagnol.
Les cinq romans mettant en scène son personnage de Toine Culot forment un cycle désigné du terme de la « Toinade ». Cette série a diverti une génération de Wallons pendant le deuxième conflit mondial. Toine dans la tourmente, publié en 1946, fournit un témoignage surprenant sur les années d'occupation nazie.
Arthur Masson a aussi rédigé un ouvrage d'étude du vocabulaire de la langue française : Pour enrichir son vocabulaire, édité en 1949 par les Éditions Baude, dans la collection « Bien écrire et bien parler ».
Avec finesse, Arthur Masson s'est dépeint lui-même en ces termes : « Un Monsieur quelconque. Article de série. Ni réservé, ni condamné, ni ascète, ni Don Juan. Ni agité, ni endormi. Travaille dur. Se repose à temps. Aime son pays et les bonnes gens toutes simples qui le peuplent. »
Décédé à Namur le 28 juillet 1970 Arthur Masson a été inhumé au cimetière de Dave.

## Hommages

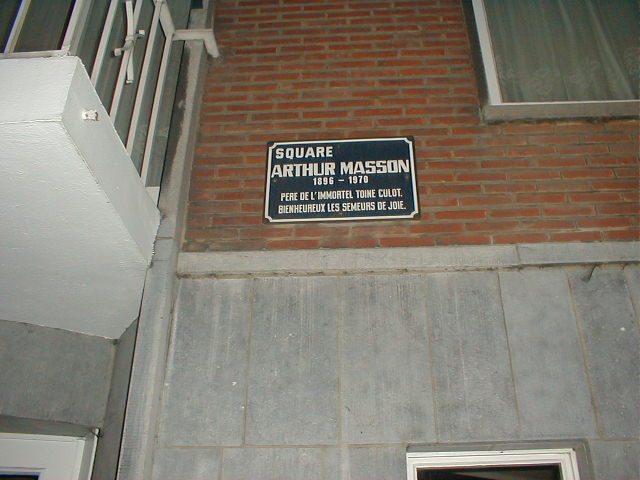
Plaque de rue à Namur

- Arthur Masson est nommé « Rèlîs Namurwès d'honneur » en 1947[1].
- Un ‘Espace Arthur Masson’ a été créé en son honneur, à Treignes, dans la commune de Viroinval  (Le village de Trignolles, dans ses romans, était un raccourci de Treignes et de Matignolle, un hameau situé 1 km au nord de Treignes), ainsi qu'un centre de mémoire socioculturel régional.
- Une composition sculpturale fut installée autour d'une fontaine devant l’Espace Arthur Masson’. Œuvres de l'artiste belge Claude Rahir les trois statues de bronze évoquent les héros principaux de la Toinade : Toine Culot, Hilde son épouse, et le cousin T. Déome[2].
- Des « Rue Arthur Masson » furent créées dans plusieurs localités de Wallonie : Rièzes (Chimay), Mazée (Viroinval), Louvain-la-Neuve, Wavre. Un ‘Square Arthur-Masson’ existe à Namur.
- Robert Guelluy (1913-2001)[3], lors de ses homélies, récollections, conférences, parmi d'autres expériences personnelles, évoquait sa satisfaction de lire les romans et les nouvelles d'Arthur Masson en qui il trouvait une forte inspiration chrétienne.

## Œuvre littéraire

### Contes et romans
- Vie du bienheureux Toine Culot, obèse ardennais 1934 (?), 1re édition 1937
- Toine Culot, obèse ardennais, 1938
- La Farce des Oiseaux et autres contes, 1939
- Toine, Maïeur de Trignolles, 1939 ; 1940
- Thanasse et Casimir, 1942
- Toine dans la Tourmente vol. I, 1946
- Toine dans la Tourmente vol.II, 1946
- Le grand Gusse vol. I, 1949
- Le grand Gusse  vol II, 1949
- Contes de Pâques et de Noël, 1950
- Cayauval, gai village  vol. I, 1951
- Cayauval, gai village vol II, 1951
- Petite ville, 1952
- La famille Binauche, 1953
- Le cantonnier opulent, 1954
- Elise en exil, 1955
- Mon ami Constant, 1956
- Un joyeux garçon, 1957
- Barrettes et Casquettes vol. I, 1958

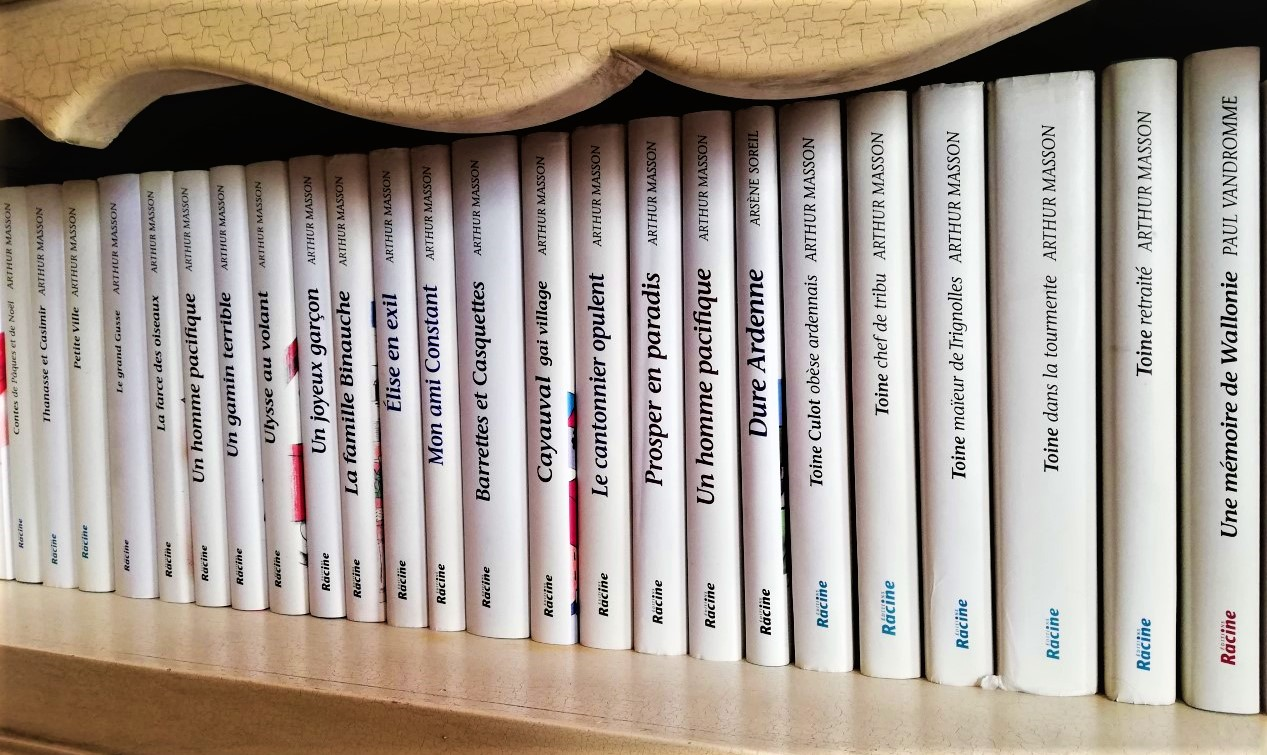
Collection Arthur Masson chez Racine, jaquette amovible.

- Barrettes et Casquettes vol. II  (les folles casquettes), 1959
- Ulysse au volant, 1960
- Bertine et mon oncle, 1961
- Prosper en paradis, 1962
- L'hostellerie du Foyau, 1963
- Un homme pacifique, 1964
- Toine chef de Tribu, 1965
- Toine retraité, 1966
- Un gamin terrible, 1967
- Les hommes d'armes, 1968
- Le colonel et l'enfant, 1970

### Pièces de théâtre
- Le nouveau mait' d'ècole, 1949
- Le Tour de France à Trignolles, 1956
- La grande ducasse suivie de "Li lette di nouvel an", 1969

### Langue française
- Pour enrichir son vocabulaire, 1949

## Filmographie
- Thanasse et Casimir (1945) de René Picolo
- Arthur Masson, l'homme qui écrivait des livres (2001), documentaire de Gérald Frydman